# Winthrop, Iowa
Winthrop är en ort (city) i Buchanan County i delstaten Iowa i USA. Orten hade 823 invånare, på en yta av 2,05 km² (2020).